# Majed Hassan
Majed Hassan, né le 1er août 1992 à Dubaï aux Émirats arabes unis, est un footballeur international émirien, qui évolue au poste de milieu de terrain.

## Biographie

### Carrière en club
Avec le club d'Al-Ahli Dubaï, il dispute de nombreux matchs en Ligue des champions d'Asie. Il atteint la finale de cette compétition en 2015, en étant battu par le club chinois de Guangzhou Evergrande (0-0 puis 1-0).

### Carrière en sélection
Avec les moins de 17 ans, il participe à la Coupe du monde des moins de 17 ans en 2009. Lors du mondial junior organisé au Nigeria, il joue quatre matchs. Les joueurs émiratis n'enregistrent qu'une seule victoire, contre la modeste équipe du Malawi. Ils s'inclinent en quart de finale face à la Turquie.
Hassan reçoit sa première sélection en équipe des Émirats arabes unis le 25 décembre 2012, en amical contre le Yémen (victoire 0-2).
Par la suite, en janvier 2013, il participe à la Coupe du Golfe des nations. Lors de cette compétition, il joue deux matchs, inscrivant son premier but en équipe nationale, contre l'équipe de Bahreïn. Les joueurs émiratis remportent le tournoi en battant l'Irak en finale, avec Hassan sur le banc des remplaçants.
En fin d'année 2014, il participe de nouveau à la Coupe du Golfe des nations. Lors de cette compétition, il joue quatre matchs. Les joueurs émiratis s'inclinent en demi-finale face à l'Arabie saoudite.
En janvier 2015, il est retenu Mahdi Ali afin de participer à la Coupe d'Asie des nations organisée pour la toute première fois en Australie. Lors de ce tournoi, il joue trois matchs. Les joueurs émiratis se classent troisième de la compétition.
Il dispute ensuite six matchs rentrant dans le cadre des éliminatoires du mondial 2018.
En janvier 2019, il est retenu par le sélectionneur Alberto Zaccheroni afin de participer une nouvelle fois à la Coupe d'Asie des nations, organisée cette fois-ci dans son pays natal. Lors de cette compétition, il joue trois matchs. Les joueurs émirats s'inclinent en quart de finale face à l'Australie.

## Palmarès

### En équipe nationale
- Troisième de la Coupe d'Asie des nations en 2015 avec l'équipe des Émirats arabes unis
- Vainqueur de la Coupe du Golfe des nations en 2013 avec l'équipe des Émirats arabes unis
- Troisième de la Coupe du Golfe des nations en 2014 avec l'équipe des Émirats arabes unis

### En club
- Finaliste de la Ligue des champions d'Asie en 2015 avec l'Al-Ahli Dubaï
- Champion des Émirats arabes unis en 2014 et 2016 avec l'Al-Ahli Dubaï
- Vice-champion des Émirats arabes unis en 2013 avec l'Al-Ahli Dubaï
- Vainqueur de la Coupe des Émirats arabes unis en 2013 et 2019 avec l'Al-Ahli Dubaï
- Vainqueur de la Supercoupe des Émirats arabes unis en 2013, 2014 et 2016 avec l'Al-Ahli Dubaï